# Dinamo-Ałtaj Barnauł
HK Dinamo-Ałtaj Barnauł (ros. ХК Динамо-Алтай Барнаул) – rosyjski klub hokejowy z siedzibą w Barnaule.

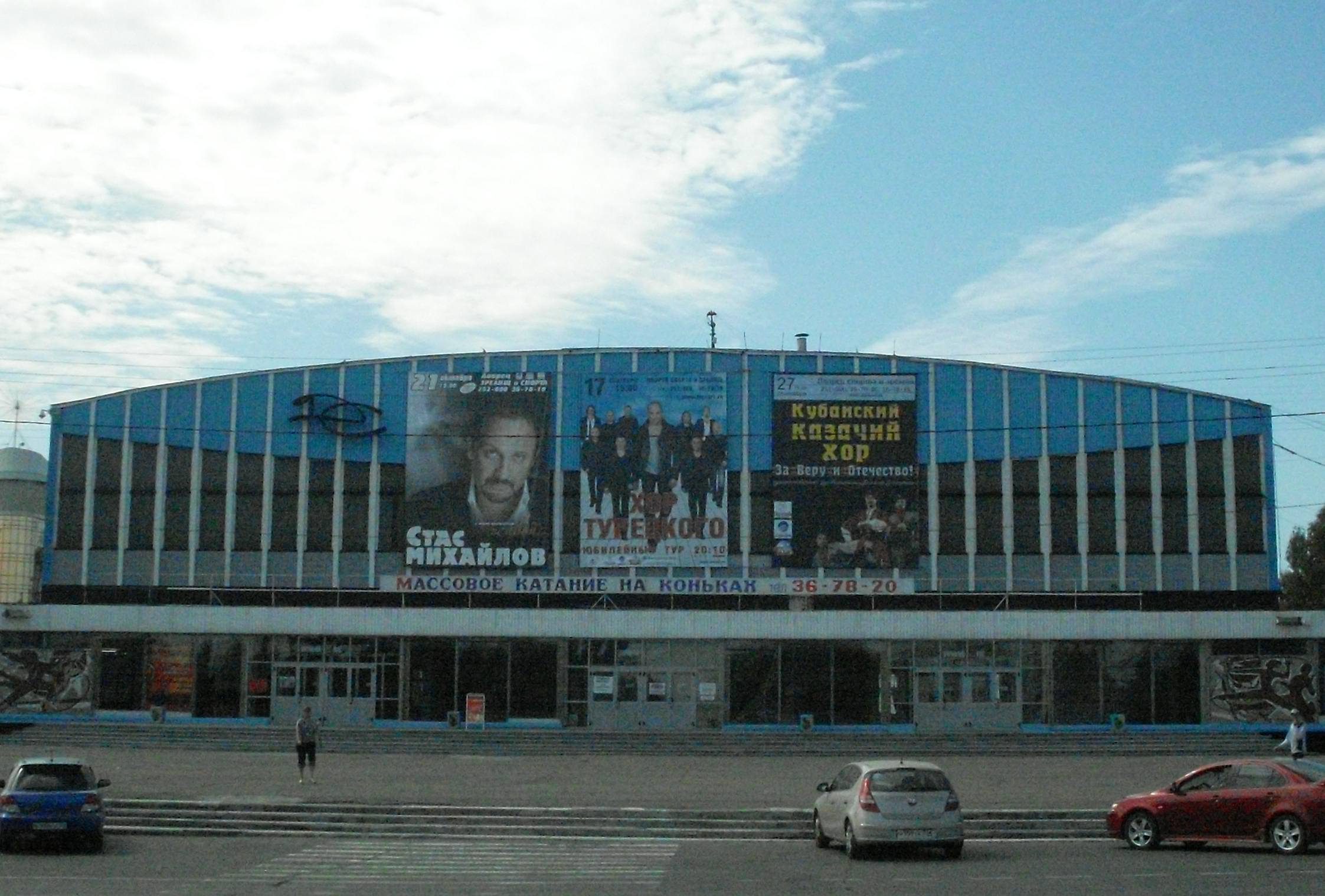
Lodowisko klubu

## Historia
Klub został założony w 2006 i kontynuuje tradycje zlikwidowanego w 2006 Motoru Barnauł. Drużyna podjęła występy w trzeciej rosyjskiej klasie rozgrywkowej, od 2011 pod nazwą RHL, od 2015 w przemianowanej lidze WHL-B.
Przed sezonem 2019/2020 drużyna została przemianowana na Dinamo-Ałtaj.
Ponadto drużyna juniorska pod nazwą Ałtajskije Bierkuty została zgłoszona do juniorskich rozgrywek Mołodiożnaja Chokkiejnaja Liga B.
Przed sezonem 2023/2024 drużynę przyjęto do rozgrywek WHL.

## Sukcesy
- Brązowy medal WHL-B: 2020 (uznaniowo)[7], 2021, 2022
- Srebrny medal WHL-B: 2023